# 万坊镇
万坊镇，是中华人民共和国江西省抚州市南城县下辖的一个乡镇级行政单位。

## 行政区划
万坊镇下辖以下地区：
万坊社区、西坑村、徐家桥村、鄱阳村、东港村、双港村、黎家边村、大徐村、游家巷村、邓家边村、万坊村、上岭村、钟家边村、南坑村和上湖村。